# Kazimierz Kwolik
Kazimierz Kwolik (ur. 25 września 1919 w Sąsiadowicach, zm. 7 marca 1985 w Poznaniu) – oficer aparatu bezpieczeństwa i Milicji Obywatelskiej.

## Życiorys
Przed wojną skończył sześć klas w Państwowym Gimnazjum w Rawie Ruskiej, a w 1955 WUML przy Domu Oficera w Gdyni. W okresie od kwietnia 1944 do lipca 1944 brał udział w kursie specjalnym NKWD w Kujbyszewie. Od 1 września 1944 buchalter w Resorcie Bezpieczeństwa Publicznego (RBP), od 3 marca 1945 funkcjonariusz grupy operacyjnej UB na Prusy Wschodnie, a od 4 czerwca 1945 referent Wojewódzkiego Urzędu Bezpieczeństwa Publicznego w Koszalinie. 1 sierpnia 1946 został p.o. naczelnika Wydziału I WUBP w Szczecinie, a 10 stycznia 1948 został przeniesiony do centrali MBP w Warszawie, gdzie był m.in. zastępcą naczelnika, a potem naczelnikiem Wydziału III Departamentu I MBP. 1 lipca 1953 został naczelnikiem Wydziału VII Departamentu I MBP. W 1954 słuchacz kursu specjalnego w Moskwie, z którego został odwołany 14 czerwca 1954 za niewłaściwe zachowanie. 1 lipca 1954 ponownie przeniesiony na Pomorze, został szefem MUBP w Gdyni, a 1 kwietnia 1955 naczelnikiem Wydziału V "A" WUBP w Gdańsku. Od 15 października 1955 do 1 stycznia 1957 zastępca szefa WUdsBP w Gdańsku, następnie zastępca komendanta KW MO w Gdańsku. W latach 1958-1963 funkcjonariusz KW MO w Poznaniu, gdzie służył na stanowisku inspektora, a od 10 lipca 1959 na stanowisku naczelnika  w Wydziale III, odpowiedzialnym za zwalczanie opozycji. Swoją służbę w organach bezpieczeństwa zakończył 31 stycznia 1963 w stopniu podpułkownika.
Pochowany na Cmentarzu na Junikowie.

## Odznaczenia
- Medal Zwycięstwa i Wolności 1945
- Srebrny Medal „Zasłużonym na Polu Chwały”
- Medal „Za zwycięstwo nad Niemcami w Wielkiej Wojnie Ojczyźnianej 1941–1945”
- Srebrny Krzyż Zasługi
- Złoty Krzyż Zasługi
- Medal 10-lecia Polski Ludowej
- Krzyż Kawalerski Orderu Odrodzenia Polski
- Odznaka „10 Lat w Służbie Narodu”